# Евтимиева реформа
Правописната и езиковата реформа на Евтимий Търновски е реорганизация на българския книжовен език, извършена от последния търновски патриарх през втората половина на 14 век. Тя е приложена първо от дейците на Търновската книжовна школа, а впоследствие намира отражение в писмената култура на Влахия, Молдова, Сърбия и руските княжества.

## Причини за извършването на реформата
Сведения за мотивите на Евтимий Търновски да се заеме с реформа на писмения български език могат да бъдат открити в „Похвално слово за Евтимий“ от Григорий Цамблак и „Сказание за буквите“ от Константин Костенечки. Григорий разказва, че Евтимий се заема с превод на книги от гръцки на български език, тъй като е недоволен от по-старите преводи, правени често от недостатъчно подготвени хора. С натрупването си, техните грешки довеждат до сериозно изопачаване на свещените текстове, до погрешно тълкуване на смисъла им и появата на ереси. Сведението се потвърждава от известието, че търновските книжовници се заемат първо с поправката на основните за християнството книги – четирите евангелия, Стария завет, „Апостола“. За разлика от писателите и преводачите от Преславската книжовна школа, които предпочитат свободния и смислов превод, търновските книжовници се придържат към точното предаване на гръцките оригинали. Писменият български език, който те налагат, е изкуствен и отдалечен от народния говор. Поради това оценките за значимостта на Евтимиевата реформа са противоречиви. Дмитрий Лихачов определя характера ѝ като консервативен. Не се подлага на съмнение обаче мащабността на начинанието, превърнало се в „официална книжовна политика, осигурена с поддръжката на царя“. Правилата, изработени от Евтимий, се прилагат както при превод, така и при създаването на оригинални произведения.
Предполага се, че Евтимий се заема с развитие и довеждане докрай на делото, започнато от монасите старец Йосиф, старец Йоан и Захей Философ по „изправяне на светите книги“. С дейността на Йоан той има възможност да се запознае по времето на пребиваването си в Атон. Самата реформа е проведена след завръщането му в България и възкачването му на патриаршеския престол.

## Фонетични особености
Граматичното и правописно ръководство, създадено от Евтимий Търновски, не е запазено. За характера на реформата се съди по неговите произведения и по тези на неговите последователи. Много от тях са достигнали до наше време в по-късни преписи, в които не е запазен оригиналният език на авторите. Това прави оценките за фонетиката на реформираната писменост рисковани и спорни. Не е сигурно как точно са четени носовките ѫ и ѧ, но се знае, че с тях вече не се означават носови гласни, както в старобългарския период. Езикът на Евтимий запазва своя синтетичен строеж , характерен за старобългарския.

## Синтаксис
По отношение на синтаксиса езикът на търновските книжовници се отдалечава от старобългарския и се сближава с гръцкия както при преводната литература, така и в оригиналните съчинения. Той е свързан стилистично с новия литературен стил „плетение словес“ (14 – 15 век). Словоредът на писателите от Търновската книжовна школа е умишлено усложнен. В езика им именителният падеж е падежът на подлога и на първото сказуемно определение. Характерна особеност е употребата на родително-винителни местоименни форми в множествено число.

## Лексикални особености
Лексиката на Евтимиевия език се отличава с богатство. Това се дължи на факта, че в него се ползват синоними, заети както от езика на Преславската, така и от този на Охридската книжовна школа. Голяма част от тях са употребявани с цел да се избягват повторенията и да се разнообрази речта. Например синонимният ред благочестиво/целомъдрено има 12 синонима. Друга особеност е наличието на голям брой сложно съставени думи – богоугоден, благопотребен, велелепен, живоносен, равноименен и т.н. С редки изключения на трикоренни (богоблагодатен, многоблагоухателен), те са двукоренни. Най-честа е употребата на думи, чиито първи съставки са благо-, бого-, все-, свързани с религиозната и философска лексика.
Счита се, че Евтимий умишлено отбягва ярко народни лексикални форми.

## Изследвания върху реформата на Евтимий
- „Религиознание и литературное движение в Болгарии в эпоху перед турецком завоеванием“, К. Радченко, Киев, 1898 г. – Това е най-ранният труд, занимаващ се с проблема. Авторът посочва като основен мотив за реформата недоволството на Евтимий от неумелия и неточен език на по-ранните преводи. Разглежда реформата едновременно в нейния правописен и езиков аспект. Дава отрицателна оценка за нея, заради изкуствеността ѝ и липсата на връзка с живия език. Въпреки това, отбелязва, че извършеното от Евтимий Търновски е следствие от повишените естетически изисквания към книжовния език в епохата.
- „К истории исправления книг в Болгарии“, П. А. Сирку., Първа част от неосъществената поредица. Авторът се занимава единствено с правописния аспект на реформата.
- „Werke des Patriarchen von Bulgarien Euthymius (1375 – 1393)“, Е. Kalužniacki, 1901 г. Първо цялостно изследване на съчиненията на Евтимий Търновски. В предговора Калужняцки се спира накратко на реформата.
- „Евтимий, последен търновски и трапезитски патриарх“, Хр. Попов (Капнилов), 1901 г. Първа българска монография за патриарх Евтимий. Реформата е разгледана кратко, авторът се придържа към Радченко и Сирку.